# Agua Escondida
Agua Escondida est une localité argentine située dans le département de Malargüe, province de Mendoza.

## Démographie
Selon le recensement INDEC de 2010, la commune de Malargüe compte 27 660 habitants, dont 21 619 sont en zone urbaine, 452 en zone rurale groupée et 5 589 en dispersée. Selon la même source, la ville de Malargüe compte elle-même 21 619 habitants, soit la totalité de la population urbaine de la municipalité. En termes de population, Malargüe est la 6e agglomération de la province de Mendoza et l'une des municipalités ayant connu la plus forte croissance démographique du pays au cours de la dernière décennie.
Dans le cas d'Agua Escondida, les documents ne précisent pas le nombre exact d'habitants du lieu.

## Climat
On peut constater à première vue qu'il s'agit d'un climat aride, sec, avec peu de précipitations, en hiver il fait naturellement froid et parfois il peut même neiger.

## Flore et faune
Dans cette zone, la faune est variée. On y trouve des pumas, des renards (gris, roux), des chats (montes, overo ou andino), des guanacos, des lièvres (maras ou castillas), des vizcachas, des chinchillas, des nandous, des cuis, des furets, des tunduques, des piche, des vipères (cendres, variétés de serpents). Quant à la flore, on peut observer le piquillín, la jarilla, les tomillos, alpatacos, solupe, tupe, coirón, flechilla, shauyin, molle, romerillo, unquillo, et chañar.

## Économie
L'activité traditionnelle est, comme dans le reste du département, l'élevage extensif de chèvres. Les bovins sont également importants, suivis des ovins. L'activité minière joue également un rôle important dans le district. La mine Ethel représentait un établissement important dans la région, mais son exploitation a été arrêtée il y a plusieurs décennies. L'exploration pour l'or a commencé en 2004, mais a été fermée en raison de l'interdiction de l'utilisation du cyanure pour la production minière par le gouvernement de la province de Mendoza.

## Fêtes populaires
Chaque 21 septembre, on célèbre Agua Escondida le canta a la primavera (« Agua Escondida chante au printemps »). Il y a trois jours de festivités avec peña, danses, parades, destrezas criollas et jinetadas.
Une autre célébration, religieuse dans ce cas, est celle de la Virgen del Carmen del Cuyo au mois de juillet.